# Старая Балка
Старая Балка  — река в России, протекает по Волгоградской области. Устье реки находится в 55 км по левому берегу реки Торгун. Длина реки составляет 12 км. Площадь водосборного бассейна — 114 км².

## Данные водного реестра
По данным государственного водного реестра России относится к Нижневолжскому бассейновому округу, водохозяйственный участок реки — Торгун от истока и до устья. Речной бассейн реки — Волга от верховий Куйбышевского вдхр. до впадения в Каспий.
Код объекта в государственном водном реестре — 11010002112112100011280.